# Geneva (musikgrupp)
Geneva var ett band från Skottland som spelar Britpop/Indiepop.
Bandet bildades 1992 av sångaren Andrew Montgomery och gitarristen Steven Dora. Senare gick andre-gitarristen Stuart Evans, basisten Keith Graham och trummisen Douglas Caskie med i bandet. 

Från början hette bandet Sunfish.

## Diskografi (urval)
Album
- Further (1997)
- Weather Underground (2000)

EP
- No One Speaks (1996)

Singlar
- No One Speaks / Closer To The Stars	/ Keep The Light On (1996)
- Into the Blue / Riverwatching / Land's End (1996)
- Into the Blue [US] (1997)
- Best Regrets [#1] (1997)
- Best Regrets [#2] (1997)
- Tranquillizer / Dead Giveaway / Strung out on You (1997)
- Tranquillizer / Michaelmas / Compulsive Love Disorder (1997)
- Dollars In The Heavens / Faintest Tremor In The Weakest Heart / She's So Familiar (1999)
- If You Have To Go (Edit) / Have You Seen The Horizon Lately? (Aloof Mix) / Vostok (2000)
- Cassie / Have You Seen The Horizon Lately? (2000)